# Arild Amundsen
Arild Amundsen (Kristiania, 1910. május 22. – 1988. április 14.) norvég vitorlázó. Az 1960. évi nyári olimpiai játékokon sárkányhajó osztályban Øivind Christensennel és Carl Otto Svaevel együtt negyedik lett.